# Henri Väyrynen
Henri Väyrynen (né le 16 octobre 1991 à Kajaani) est un athlète finlandais spécialiste du saut à la perche. 

## Palmarès

### Championnats d'Europe junior d'athlétisme
- Championnats d'Europe junior d'athlétisme 2009 à Novi Sad,  Serbie
  -  Médaille de bronze du saut à la perche